# دراگا (توتین)
دراگا (به صربی: Draga) یک منطقهٔ مسکونی در صربستان است که در توتین، صربستان واقع شده‌است. دراگا ۹۵۰ نفر جمعیت دارد.